# Мануель Хіменес
Мануель Хосе Хіменес Гонсалес (ісп. Manuel José Jimenes González; 14 січня 1808 — 22 грудня 1854) — домініканський політик, другий президент країни. Також обіймав посаду військово-морського міністра.

## Життєпис
Після проголошення незалежності Домініканської Республіки Хіменес займав пост військово-морського міністра за президентства Педро Сантани. 4 серпня 1848 року Сантана вийшов у відставку внаслідок політичної та економічної кризи, а за чотири дні Хіменеса було обрано на пост президента. Того ж року гаїтянські війська під командуванням імператора Фостена I вторглись до Домініканської Республіки. Хіменес не зміг зупинити вторгнення та звернувся до Сантани по військову допомогу. Сантана зміг перемогти гаїтян, тим самим отримавши надвелику владу, й конгрес зажадав відставки Хіменеса. Його наступником став Буенавентура Баес.

## Родина
Мануель Хіменес був двічі одружений. Вперше — з Марією Франсіскою Равело де лос Реєс 19 серпня 1835 року в Санто-Домінго. Від неї мав п'ятьох дітей: Марія дель Кармен, Ісабель Емілія, Марія де лос Долорес, Мануель Марія та Мануель де Хесус.
Вдруге одружився з Альтаграсією Перейрою Перес 21 травня 1849 року. Від того шлюбу народився син, Хуан Ісідро Хіменес, який пізніше також став президентом Домініканської Республіки.